# ミュージック・フォー・プレジャー
『ミュージック・フォー・プレジャー』（Music for Pleasure）は、イングランドのパンク・ロック・バンド、ダムドが1977年に発表した2作目のスタジオ・アルバム。ブライアン・ジェイムス在籍時としては最後のアルバムとなった。

## 解説
新メンバーの"ルー" ロバート・エドモンズを加えた5人編成の体制でレコーディングされた。プロデュースはピンク・フロイドのニック・メイスンによる。ダムドは当初、元ピンク・フロイドのシド・バレットをプロデューサーに起用しようとしたが果たせず、バレットの代わりとして、同じピンク・フロイドのメンバーであるメイスンにプロデュースを依頼した。
本作は全英アルバムチャート入りを果たせず、ダムドは本作を最後にスティッフ・レコードとの契約を失う。本作発表後にはラット・スキャビーズがダムドを脱退し、後にカルチャー・クラブのドラマーとなるジョン・モスを後任として迎えるが、ダムドは1978年に一度解散した。

## 収録曲
特記なき楽曲は作詞・作曲ともブライアン・ジェイムスによる。
1. プロブレム・チャイルド - "Problem Child" (Brian James, Rat Scabies) - 2:13
2. ドント・クライ・ウルフ - "Don't Cry Wolf" - 3:13
3. ワン・ウェイ・ラヴ - "One Way Love" - 3:43
4. ポリティックス - "Politics" - 2:25
5. ストレッチャー・ケイス - "Stretcher Case" (B. James, R. Scabies) - 2:00
6. イディオット・ボックス - "Idiot Box" (Captain Sensible, R. Scabies) - 4:48
7. ユー・テイク・マイ・マネー - "You Take My Money" - 2:02
8. アローン - "Alone" - 3:34
9. ユア・アイズ - "Your Eyes" (B. James, Dave Vanian) - 2:50
10. クリープ - "Creep (You Can't Fool Me)" - 2:13
11. ユー・ノウ - "You Know" - 5:01

## 参加ミュージシャン
- デイヴ・ヴァニアン - ボーカル
- ブライアン・ジェイムス - ギター
- "ルー" ロバート・エドモンズ - ギター
- キャプテン・センシブル - ベース
- ラット・スキャビーズ - ドラムス

アディショナル・ミュージシャン
- ロル・コックスヒル - サックス